# Crickhowell House
Crickhowell House és un edifici de maó annex a l'edifici del Senedd a la badia de Cardiff, Gal·les. És conegut informalment com a Assembly Office (Oficina de l'Assemblea) i acull els parlamentaris de l'Assemblea Nacional de Gal·les i despatxos del govern autònom de Gal·les. L'edifici també alberga el despatx oficial del Primer ministre de Gal·les que ocupa la primera planta.